# Дянгы
Дянгы — река в Якутии, правый приток Яны. Длина реки составляет 86 км, площадь водосборного бассейна — 2380 км²
Образуется слиянием рек Согуру-Сала и Кюркян. Протекает по Эгинскому наслегу Верхоянского района сначала в северном, затем в западном направлении. Бассейн реки порос лиственничной тайгой.
Русло постоянно меандрирует, образуя рукава с русловыми островами и старицы. Примерно в 10 км от устья близ русла находится термокарстовая область. Скорость течения в низовьях — 0,8 м/с. Населённых пунктов на реке нет.

## Притоки
Объекты перечислены по порядку от устья к истоку. Объекты перечислены по порядку от устья к истоку.
- 2,8 км: река без названия (лв.)
- 20 км: Чанкуо[2] (лв.)
- 31 км: Куранах-Дянгы[2] (лв.)
- 46 км: река без названия (лв.)
- 54 км: Буор-Юрях[2] (лв.)
- 58 км: Санга-Балаган[4] (пр.)
- 63 км: Чыбага-Юрях[4] (пр.)
- 68 км: Хайырдах[4] (пр.)
- 86 км: Кюркян[4] (лв.)
- 86 км: Согуру-Сала[4] (пр.)

## Данные водного реестра
По данным государственного водного реестра:
- бассейновый округ — Ленский
- речной бассейн — Яна
- речной подбассейн — Яна ниже впадения Адычи
- водохозяйственный участок — Яна от впадения р. Адыча до устья без р. Бытантай
- код водного объекта — 18040300212117700027989